# Marc Meneau
Marc Meneau (Saint-Père, 16 de marzo de 1943 - Auxerre, 9 de diciembre de 2020) fue un chef francés que obtuvo tres estrellas de la Guía Michelin. Fue el chef del restaurante L'Espérance ubicado en Saint-Père.

## Primeros años
Nació en Saint-Père, región de Borgoña en marzo de 1943. En 1961 se marchó a Estrasburgo para incorporarse a una escuela de hostelería, luego volvió a Saint-Père para llevarse la tienda de abarrotes de su madre Marguerite. Con la ayuda de su esposa Françoise (hija del dueño de un restaurante borgoñón) y para seducirla, como chef de cocina autodidacta, lo transformó en un restaurante y comenzó a inventar recetas publicadas poco después. Tenía muchas ganas de aprender y empezó a mirar libros de antiguos chefs de cocina, lo que le dio la oportunidad de convertirse en un famoso chef especializado en cocina antigua.

## Carrera
En 1972 recibió su primera estrella Michelin y decidió trasladar su restaurante a un local más grande al que llamó L'Espérance. En 1975, recibió su segunda estrella Michelin. En 1983, fue elegido mejor chef francés del año (Meilleur Cuisinier Français de l'Année) y recibió una tercera estrella Michelin y la calificación de 19/20 en la Gault et Millau. Plantó 16 hectáreas de vid para dar otra vida al famoso vino Bourgogne-Vézelay (AOC). Sin embargo, en 1999 perdió su tercera estrella Michelin.
En 2003 crea EntreVignes, un bistró justo enfrente de su restaurante, idea que le dio Serge Gainsbourg, un familiar de la zona. En 2004, Marc Meneau finalmente recuperó su tercera estrella Michelin.
En 2007, tuvo varios problemas financieros y la quiebra de su sociedad. Tras ese anuncio, la Guía Michelin lo borró de su edición de 2007, pensando que la sociedad de Marc Meneau estaba a punto de cerrar. En 2008, sin embargo, L'Espérance apareció de nuevo en la Guía Michelin con sus dos estrellas. En 2010, Marc Meneau plantó su propia huerta bio certificada, en el parque de su restaurante L'Espérance.

## Fallecimiento
Meneau padecía cáncer. Falleció el 9 de diciembre de 2020 en Auxerre a los setenta y siete años.

## Honores
- 1983 : Meilleur Cuisinier de l'Année por el guía Gault-Millau (elegido).
- 1985 : Chevalier des Arts et des Lettres (nombrado).
- 1987 : Chevalier (Caballero) de la Orden Nacional del Mérito (nombrado).
- 1988 : Meilleur Chef de l'Année por la revista Le Chef (elegido).
- 1993 : Oficial (Officier) de la Orden Nacional del Mérito (nombrado).
- 1998 : Chevalier (Caballero) de la Legión de Honor (nombrado).
- 2012 : elegido Talent d'Or en el Talents du Luxe et de la Création.

## Filmografía
- 2000 : Vatel de Roland Joffé con Gérard Depardieu como François Vatel: elaboración de los gigantescos bufets de la película.
- 2006 : Marie Antoinette de Sofia Coppola: ballet de los bufés.